# 2012 en Grèce
Chronologie de la Grèce
- 2008
- 2009
- 2010
- 2011
- 2012
- 2013
- 2014
- 2015
- 2016

Cette page concerne les évènements survenus en 2012 en Grèce  :

## Évènement
- Crise de la dette publique grecque (Chronologie - Conséquences).
- Débats sur l'exclusion de la Grèce de la zone euro
- Mouvement anti-austérité
- 18 mars : Élection du président du Mouvement socialiste panhellénique.
- 4 avril : Dimítris Christoúlas, pharmacien à la retraite, se suicide publiquement en se tirant une balle dans la tête sur la place Sýntagma à Athènes.
- 6 mai : Élections législatives.
- 17 mai-21 juin : Gouvernement Pikramménos.
- 22 mai : SYRIZA, jusqu'alors une coalition, devient un parti politique.
- 17 juin : Élections législatives.
- 21 juin : Gouvernement Samarás.
- 23 juillet : Affaire de viol et violences (en) sur une adolescente, commis par un migrant sur l'île de Paros.
- 18 août : Incendie de forêt de Chios (en).
- 14 décembre : Naufrage de bateau de migrants (en), au large de l'île de Lesbos (bilan : au moins 18 morts, 8 personnes disparues et une personne secourue).

## Cinéma - Sortie de film
- 2-11 novembre : Festival international du film de Thessalonique.
- Boy Eating the Bird's Food
- Derrière la colline
- Dieu aime le caviar
- Larisa empisteftiko
- Meteora
- What If...

## Sport
- 13-22 janvier : Participation de la Grèce aux Jeux olympiques de la jeunesse d'hiver à Innsbruck en Autriche.
- 24-27 mai : Rallye de l'Acropole (en).
- 27 juillet-12 août : Participation de la Grèce aux Jeux olympiques d'été à Innsbruck en Autriche.
- 23-26 août : Championnats du monde de basket-ball 3×3, à Athènes.
- 29 août-9 septembre : Participation de la Grèce aux Jeux paralympiques d'été (en) de Londres.
- 8 juin-1er juillet : Participation de l'équipe de Grèce de football au Championnat d'Europe en Ukraine.
- Championnat de Grèce de football 2011-2012
- Championnat de Grèce de football 2012-2013
- Championnat de Grèce de rugby à XV 2011-2012
- Championnat de Grèce de rugby à XV 2012-2013
- Création des clubs de football A.E. Karaiskakis F.C. (en) et AO Poros F.C. (en).

## Création
- Accord social (en), parti politique.
- Efimerida ton Syntakton (en), journal.
- Grecs indépendants, parti politique.
- Groupe de gauche, coalition de parlementaire de gauche à Antarsya.
- Hot Doc (en), magazine.
- Institut d'astronomie, d'astrophysique, d'applications spatiales et de télédétection (en)
- Ministère du développement, de la compétitivité, de l'infrastructure, des transports et des réseaux (en).
- Mouvement Panathinaikos (en), parti politique.
- Parti pirate.
- Recréer la Grèce
- SkyGreece Airlines (en), compagnie aérienne.

## Dissolution
- Alliance démocrate

## Naissance
- Stelios Kerasidis, pianiste et compositeur.

## Décès
- Theo Angelopoulos, cinéaste.
- Kóstas Karrás, acteur et député.
- Dimítris Mitropános, chanteur.
- Herbert Mogg, compositeur et chef d'orchestre autrichien.